# Liberty a Milano
(Rossana Bossaglia)

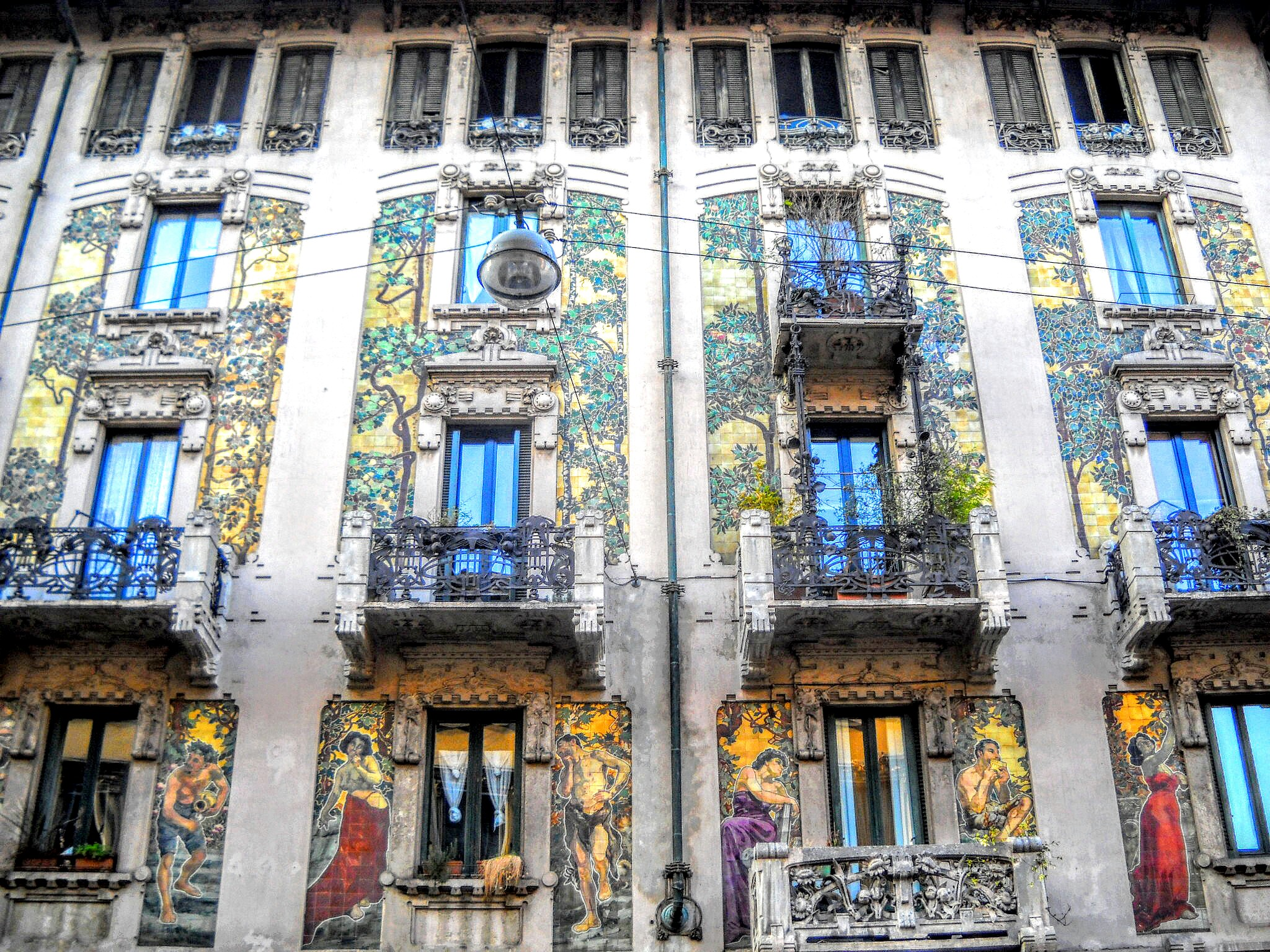
Facciata di casa Galimberti

Il Liberty a Milano si diffuse tra i primi anni del Novecento e lo scoppio della prima guerra mondiale. Nel capoluogo lombardo lo stile trovò, grazie allo stretto legame con la rampante borghesia industriale dell'epoca, un fertile terreno per un rapido sviluppo che lo vide spaziare dalle influenze dell'Art Nouveau floreale francese allo Jugendstil tedesco e all'eclettismo.

## Inquadramento storico e caratteristiche generali

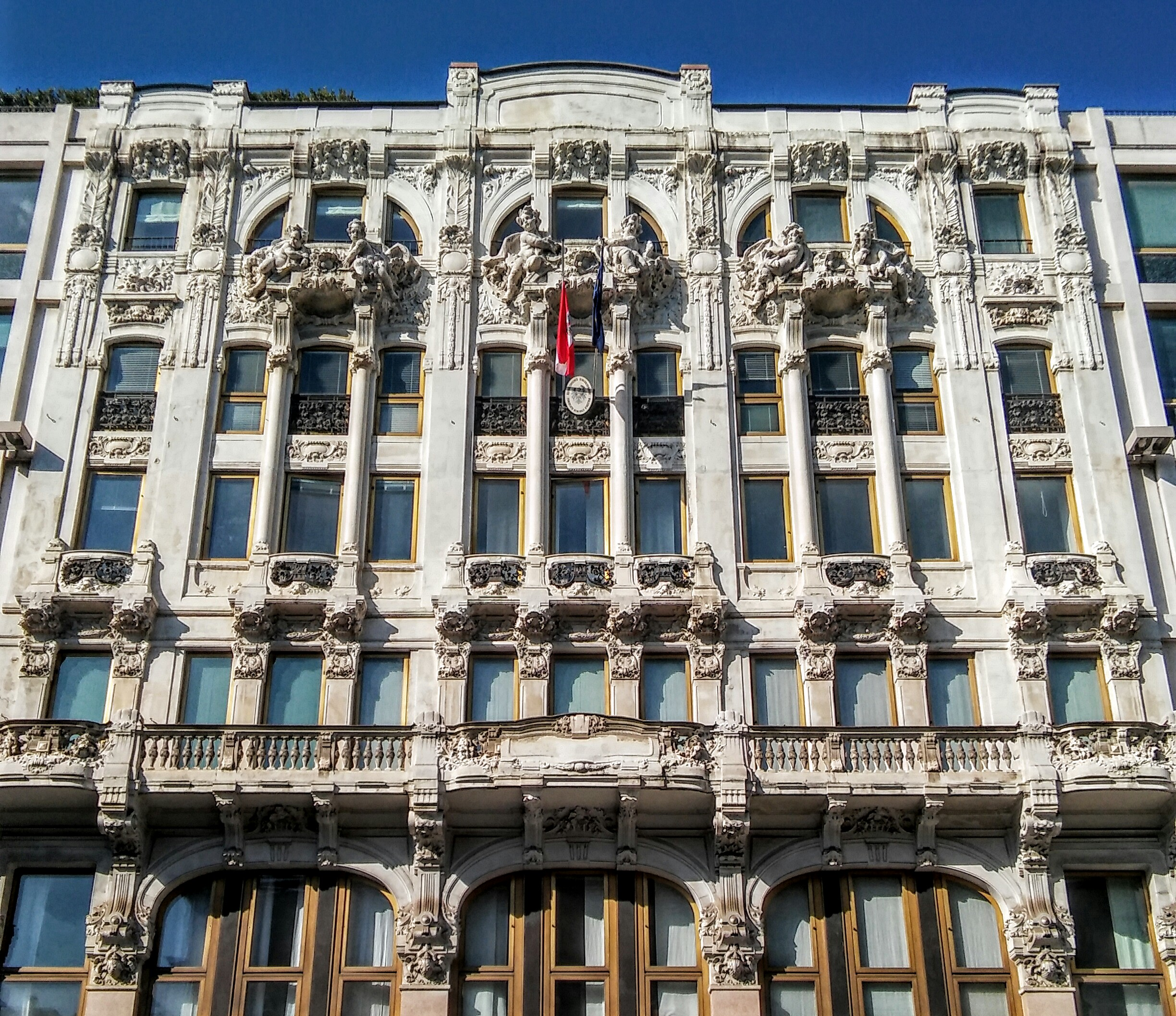
Decorazione dell'ex Hotel Trianon

Con l'Esposizione nazionale del 1881, a vent'anni dall'Unità della nazione, la città di Milano si consacrò definitivamente come il principale polo industriale italiano. La città vide la formazione di una nuova classe borghese emergente legata all'industria e al commercio e formata da capimastri, possidenti e imprenditori che in pochi decenni avrebbe affiancato in agiatezza e importanza l'antica nobiltà cittadina.
All'inizio del XX secolo quindi la classe borghese, ormai divenuta padrona della vita sociale ed economica della città, trovò nello stile Liberty, novità proveniente dalla Francia e introdotta in Italia nell'Esposizione di Torino del 1902, il proprio specifico status symbol e l'occasione per mostrare la propria potenza e nello stesso tempo sottolineare il netto distacco dalla classe nobiliare e dalle sue dimore neoclassiche e barocche: questo legame quasi esclusivo fra la nuova classe dominante e il nuovo stile architettonico e il netto distacco dai modelli architettonici della "vecchia" classe aristocratica appaiono quanto mai evidenti quando si osservi che, mentre la nuova borghesia innalzava dimore à la page seguendo i nuovi dettami del Liberty, nello stesso periodo le tradizionali e più conservatrici committenze legate al vecchio mondo finanziario ed ecclesiastico – su tutte spiccano le nuove sedi bancarie nella zona di piazza Cordusio – rimanevano invece legate all'ormai decadente e più conservatore stile eclettico in voga nell'Ottocento.

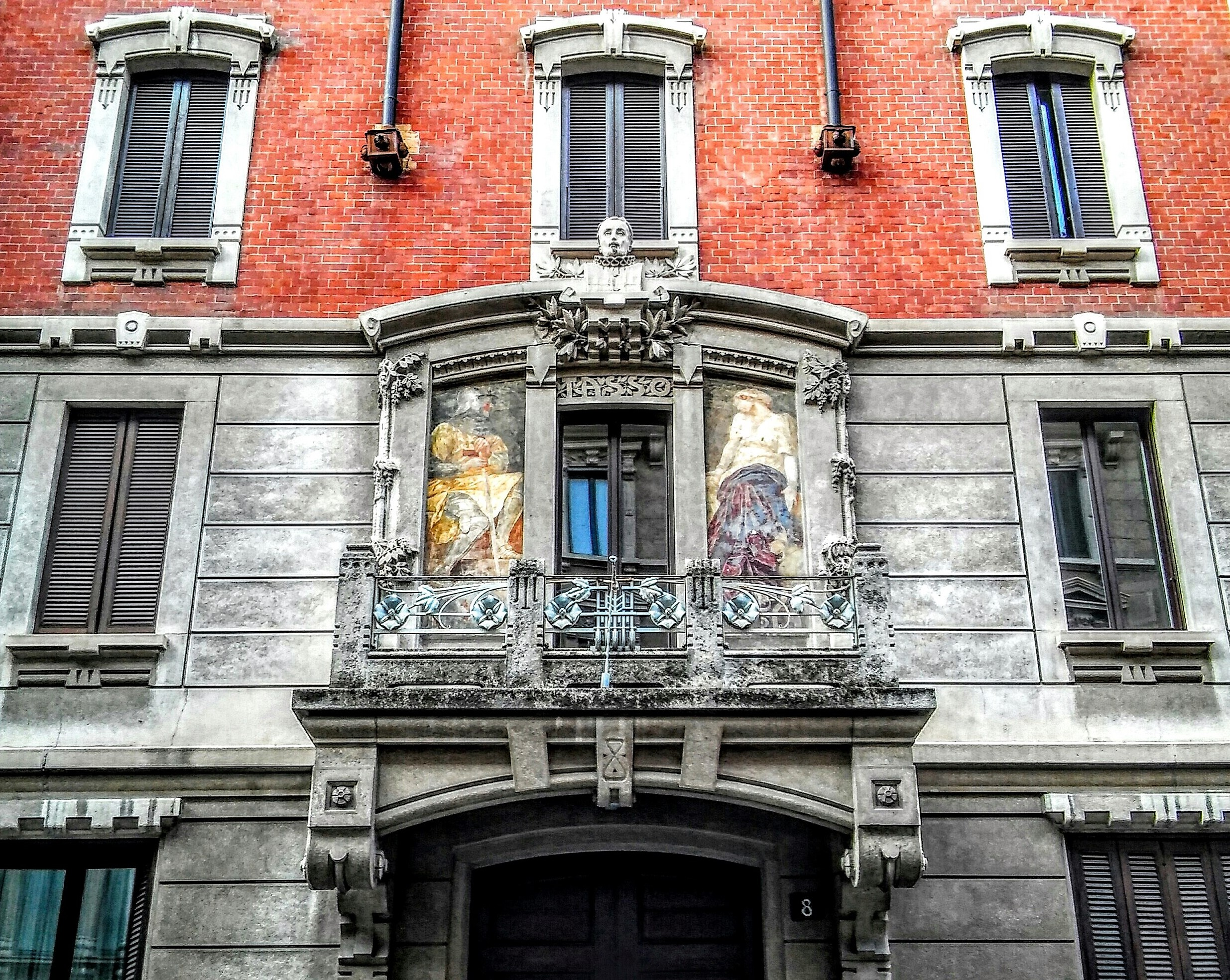
Particolare di casa Donzelli

A dare un'ulteriore spinta allo sviluppo del Liberty fu l'Esposizione internazionale milanese del 1906 che vide nascere in stile decine di padiglioni nella sede della mostra e costruzioni pubbliche e no che l'esposizione contribuì a erigere, decretando così la definitiva consacrazione del Liberty a stile artistico dominante. Sebbene molto articolata e differenziata, l'esperienza Liberty milanese mostra nel suo complesso alcuni punti e novità comuni: ricorrente è la decorazione dell'edificio, in ferro battuto o cemento decorativo, a tema floreale o del mondo animale; mentre a livello strutturale si segnala l'uso del calcestruzzo armato. Comune è invece il ricorso alla pittura sulle pareti degli edifici, spesso con piastrelle in ceramica, e di cariatidi ed erme mutuate dall'architettura dei palazzi nobiliari milanesi. Al contrario, nonostante un ricchissimo campionario di arti applicate Liberty sviluppatesi in città, l'architettura e la decorazione d'interni stentarono a uniformarsi al nuovo stile e salvo rari episodi furono comunque dominati da stilemi tardo eclettici.
Raggiunto il suo culmine nel 1906, il Liberty milanese vide le prime contaminazioni con l'architettura eclettica, che divennero sempre più forti fino agli anni della prima guerra mondiale, dopo i quali il Liberty sopravvisse solo in piccole influenze nell'edilizia minore, mentre il gusto della borghesia industriale confluì spontaneamente verso l'Art déco.

## Edilizia privata

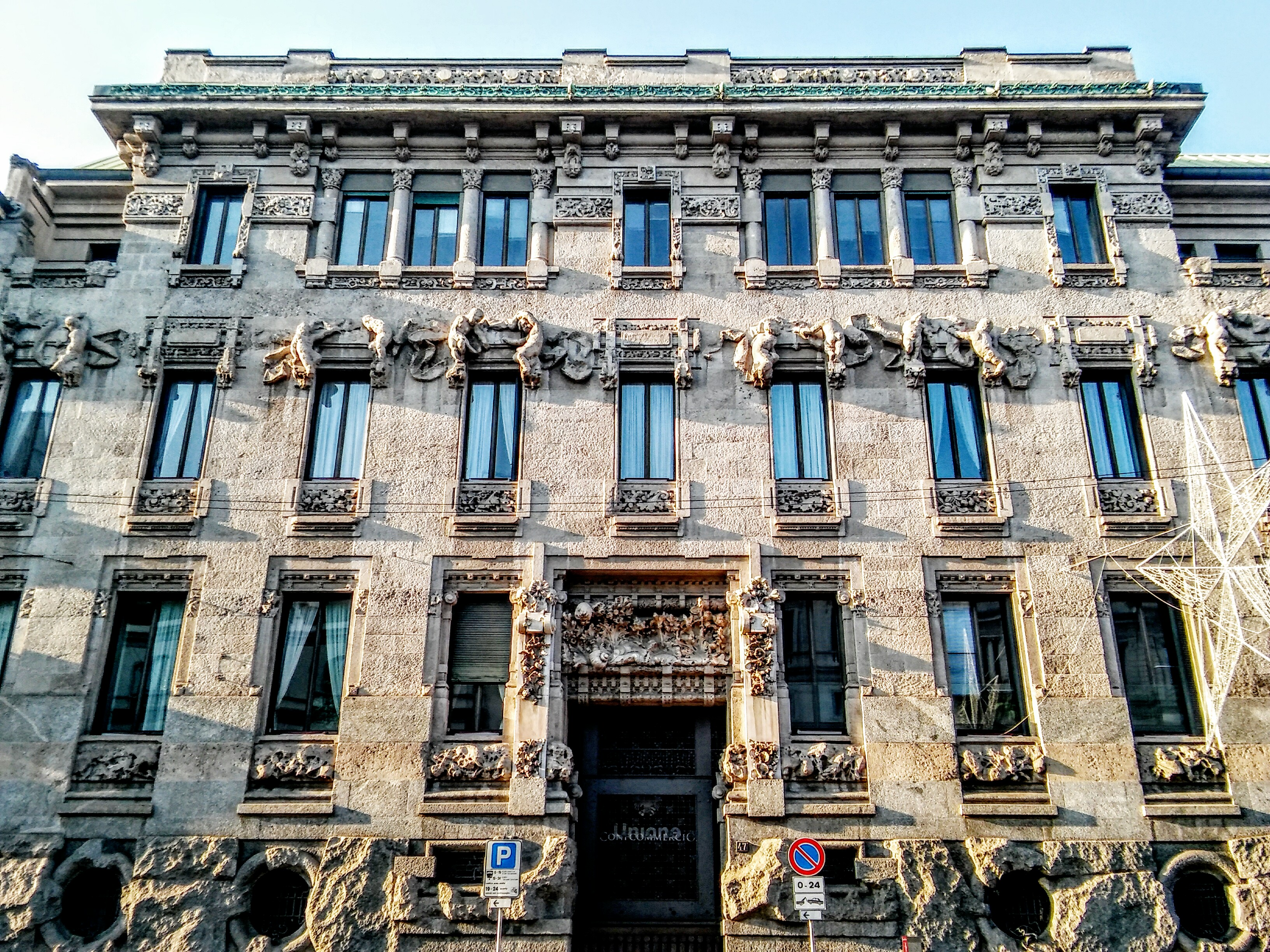
Palazzo Castiglioni

La stagione milanese dello stile Liberty fu inaugurata con la costruzione di palazzo Castiglioni terminata nel 1903 su progetto di Giuseppe Sommaruga, successivamente tra i maggiori interpreti del modernismo in Italia. Il palazzo, decorato con sculture in cemento a tema floreale e composizioni in ferro battuto tipiche del nuovo stile, si distacca dall'Art Nouveau classica per le forme monumentali e l'uso di elementi classici come i putti, mutuati dai vicini palazzi nobiliari in cui dominano le forme neoclassiche. Il palazzo, considerato tra i più alti esempi di Liberty italiano ed eretto in una delle più eleganti e nobili vie di Milano, rimarca ancora più nettamente lo status della nuova classe borghese e introduce prepotentemente in città l'uso del cemento come elemento scultoreo. Il «segnale di rottura» lanciato alla vecchia classe dirigente fu ancor più forte grazie all'inserimento ai lati dell'ingresso di due statue raffiguranti due donne nude ritratte in pose decisamente audaci: esse suscitarono grande scandalo al punto che il palazzo venne ribattezzato dai milanesi la ca' di ciapp (la casa delle chiappe, con preciso riferimento al posteriore nudo delle due donne raffigurate) e l'architetto fu costretto a rimuoverle e trasferirle nell'allora periferica villa Faccanoni, ottimo esempio di villa suburbana Liberty progettata sempre dal Sommaruga e in cui vengono ripresi le sculture di putti e il motivo delle finestre a colonna dell'ultimo piano di palazzo Castiglioni.

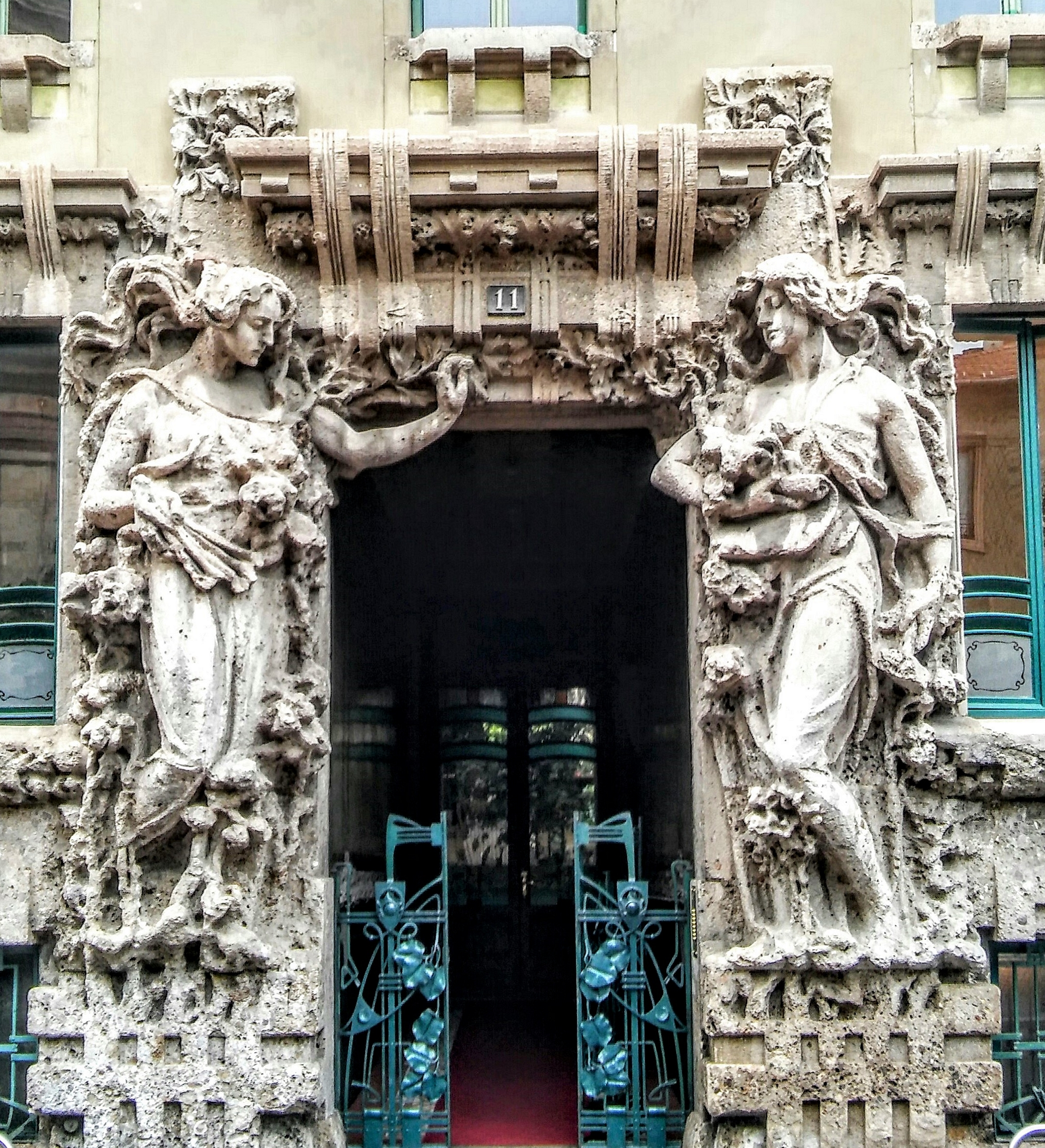
Portale di casa Campanini e cancello in ferro battuto del Mazzucotelli

Altro interprete di primo piano nel Liberty milanese fu Giovanni Battista Bossi che ha nella casa Galimberti la sua più celebre opera: il palazzo presenta una ricchissima decorazione della facciata con piastrelle in ceramica dipinte con forme umane ed elementi vegetali con elaborati contrasti cromatici. Degni di nota sono anche i balconi decorati realizzati in cemento o i balconcini a baldacchino in ferro battuto. A pochi metri di distanza si trova la Casa Guazzoni, sempre del Bossi, che pur conservando lo stile tipicamente floreale della facciata presenta una decorazione completamente incentrata sulla scultura con elaborati apparati di putti, figure femminili e forme vegetali realizzati sempre in cemento e ferro battuto con balconi sovrapposti. Lo stesso architetto realizzò infine casa Alessio, più simile allo stile della Secessione viennese con le sue rigide geometrie e la fascia verticale in corrispondenza dell'ingresso.
Esempio quanto mai raro di autocommittenza fu Casa Campanini, progettata dall'architetto e imprenditore edile Alfredo Campanini come propria abitazione nel 1904. La composizione della facciata mostra a livello generale una forte ispirazione al lavoro del Sommaruga, in particolare per le sculture di figure femminili all'ingresso, omaggio esplicito al portale del palazzo Castiglioni. Il classico portone d'ingresso in legno è qui sostituito con un cancello in ferro battuto a motivi vegetali, stesso motivo dei balconi, realizzato da Alessandro Mazzucotelli: sempre suoi sono altri elementi decorativi in ferro battuto che, unitamente agli affreschi e vetrate colorate, costituiscono una decorazione interna tipicamente Liberty senza traccia di influenze eclettiche, cosa non comune in molte altre architetture coeve cittadine.

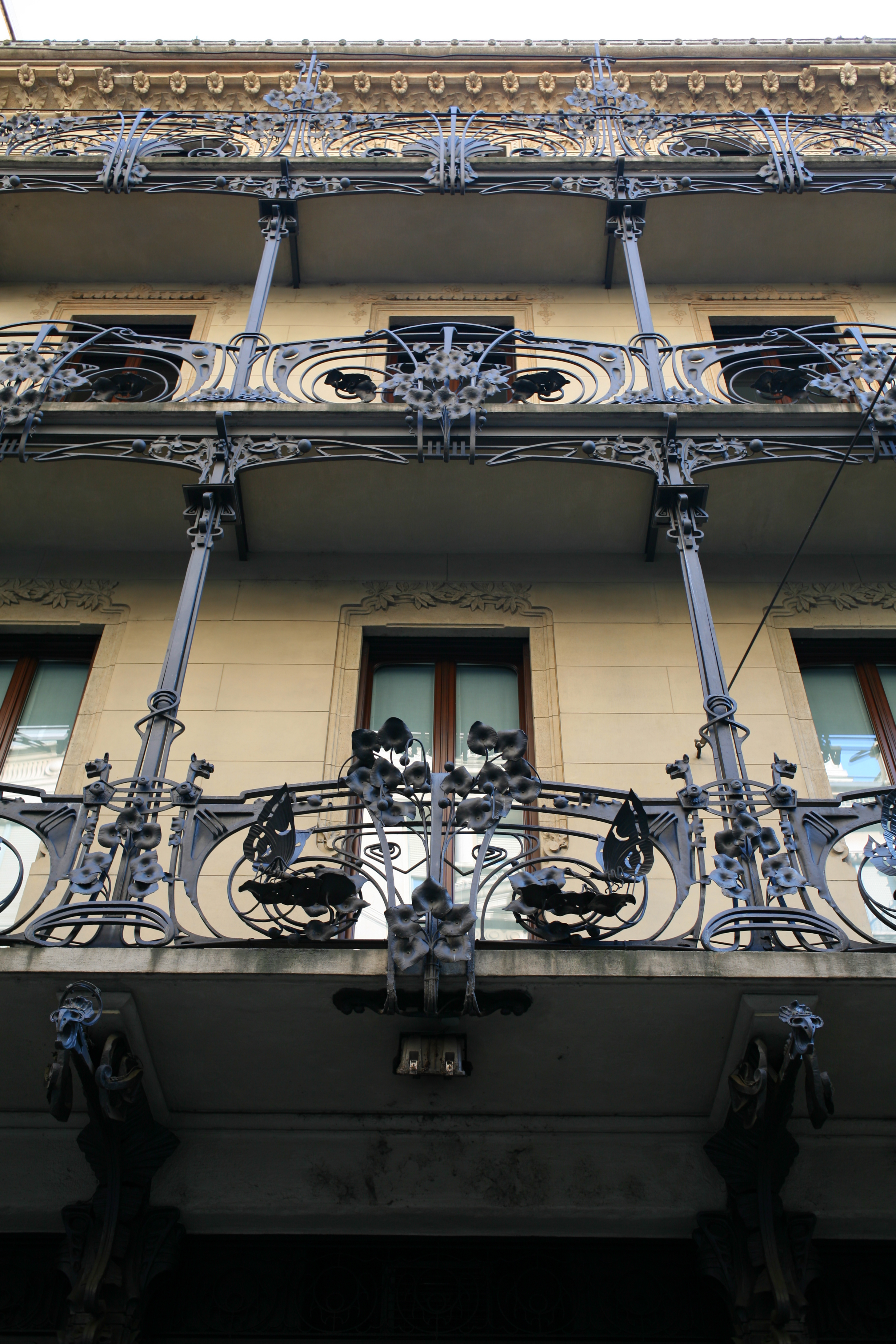
Casa Ferrario

Slegata dalla logica di creazione di nuove zone di abitazione dedicata alla classe borghese, Casa Ferrario sorse a partire dal 1902 su progetto di Ernesto Pirovano in via Spadari, una delle vie più centrali e antiche di Milano. Le notorietà di questo palazzo, di impianto ancora sostanzialmente tradizionale e relativamente sobrio negli altri elementi, è dovuta alle decorazioni in ferro battuto dei balconi sovrapposti con motivi a spirale e decorazione floreale con mensole a forma di grifone, anche in questo caso realizzate dal Mazzucotelli, considerato tra i maggiori artisti del ferro battuto in Italia.
Contrapposto al filone floreale del Liberty milanese capeggiato dal Sommaruga si possono citare la Casa Donzelli di Ulisse Stacchini, dove nonostante le chiare influenze del maestro Sommaruga si nota una composizione con linee austere tipiche del Liberty di area tedesca, e la Casa Agostoni dove alcuni elementi tipici del Liberty come il tema naturale e la scultura in cemento vengono affiancati a un'impostazione della facciata tipicamente ottocentesca e a elementi classicheggianti come bassorilievi.
Assieme alle abitazioni per l'alta borghesia sorsero a Milano un gran numero di abitazioni in stile Liberty per la piccola e media classe borghese. La costruzione di questi edifici, non potendo disporre di investimenti elevati, utilizzò decorazioni con ceramiche e statue industriali in cemento eseguite in serie, decorazioni in ferro battuto più semplici e una particolare attenzione alla riduzione degli spazi comuni non strettamente necessari: esempi di questo tipo di committenza sono Casa Dugnani e Casa Biraghi, in cui spiccano le maioliche a tema floreale realizzate in serie dalla Richard Ginori.
Un filone particolare dell'edilizia borghese sono gli edifici deputati a uso misto abitazione/attività industriale o commerciale: si può citare per esempio Casa Laugier, costruita per la famiglia valdostana Laugier per ospitare oltre alla abitazione la farmacia di famiglia. Il palazzo fu progettato dall'architetto Antonio Tagliaferri in forme ispirate all'Art Nouveau viennese e ricorre a tutte le tipiche decorazioni, seppur in maniera bilanciata, tipiche del Liberty italiano come formelle, cemento e ferro battuto a comporre forme derivate dal regno animale e vegetale. La decorazione è tuttavia più sobria e ricorre a mattoni in cotto tipici del Rinascimento lombardo tipico della via.

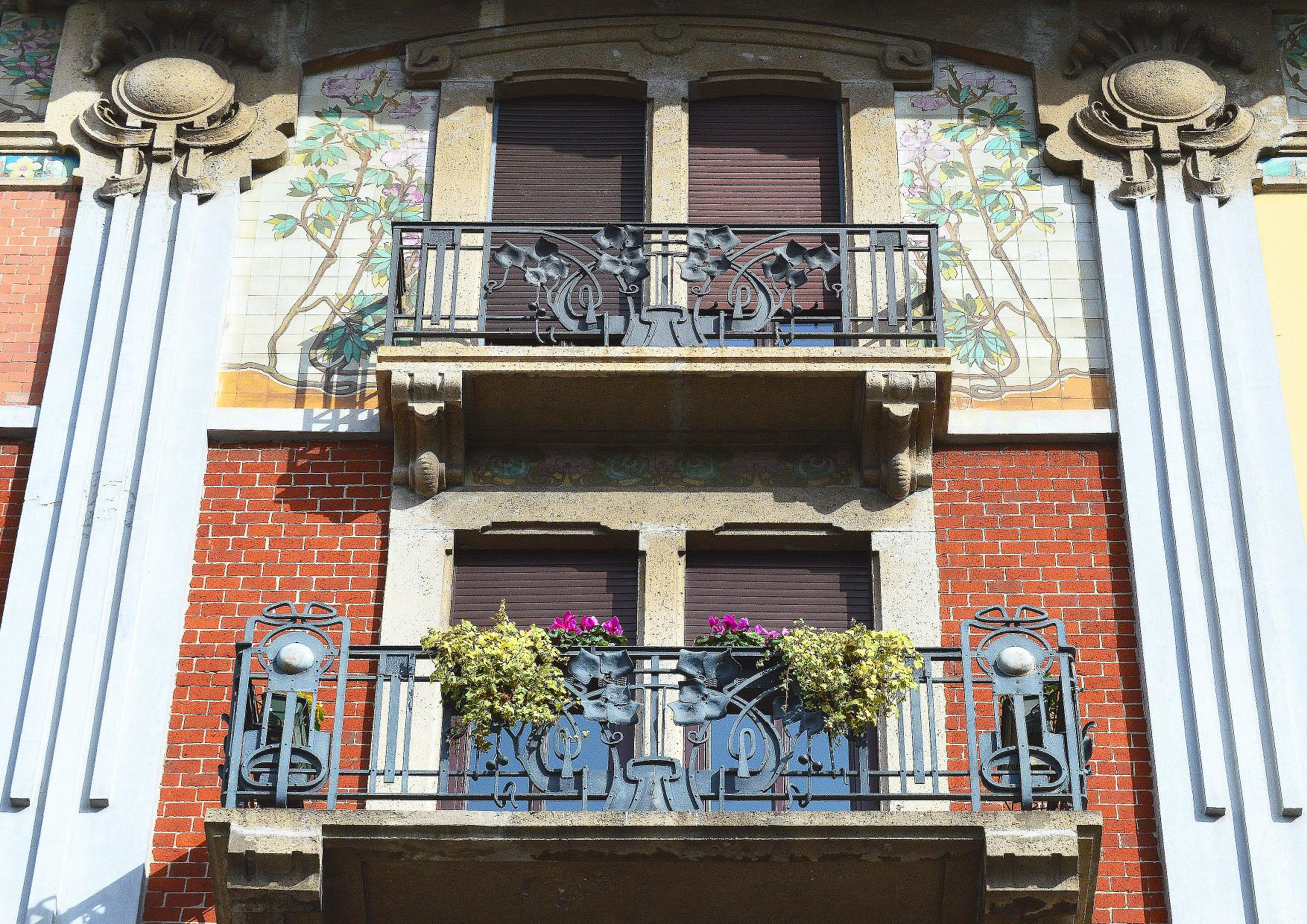
Particolare della decorazione di Casa Laugier

Di puro uso commerciale furono i Magazzini Contratti costruiti nel 1903 su progetto di Luigi Broggi: l'utilizzo dell'allora innovativo cemento armato permise la realizzazione della struttura portante in semplici colonne e di conseguenza le ampie vetrate con parapetti in ferro battuto che caratterizzano il palazzo. Del tutto simile sono i Magazzini Bonomi, anch'essi realizzati con ampie finestre, balconi in ferro battuto e colonnine in ghisa. Oltre alla tipologia commerciale si trovano anche edifici un tempo adibiti a fabbrica: benché meno comuni che in provincia e per gran parte demoliti per lasciare spazio a edifici residenziali, tra questi si possono citare l'ex ditta Gondrand e l'ex ditta Cusini di Cesare Mazzocchi, in cui vengono riproposte le linee Liberty e i finestroni dei Magazzini Contratti in maniera più sobria a coniugare le esigenze estetiche con quelle di contenimento dei costi di un edificio industriale.
Si possono infine citare opere dedicate ad altre attività terziarie: tra i più celebri esempi si possono citare la facciata dell'ex hotel Trianon caratterizzata da elaboratissime decorazioni con finestroni e putti che lasciano trasparire pesanti influenze neobarocche, stile più tardi ripreso in Casa Tosi di Alfredo Campanini. Da segnalare infine l'ex cinema Dumont, realizzato con decorazioni floreali e destinato a ospitare un cinematografo, fu tra i primi edifici in Italia progettati appositamente per tale scopo.

## Edilizia popolare e pubblica e ilLibertyminore

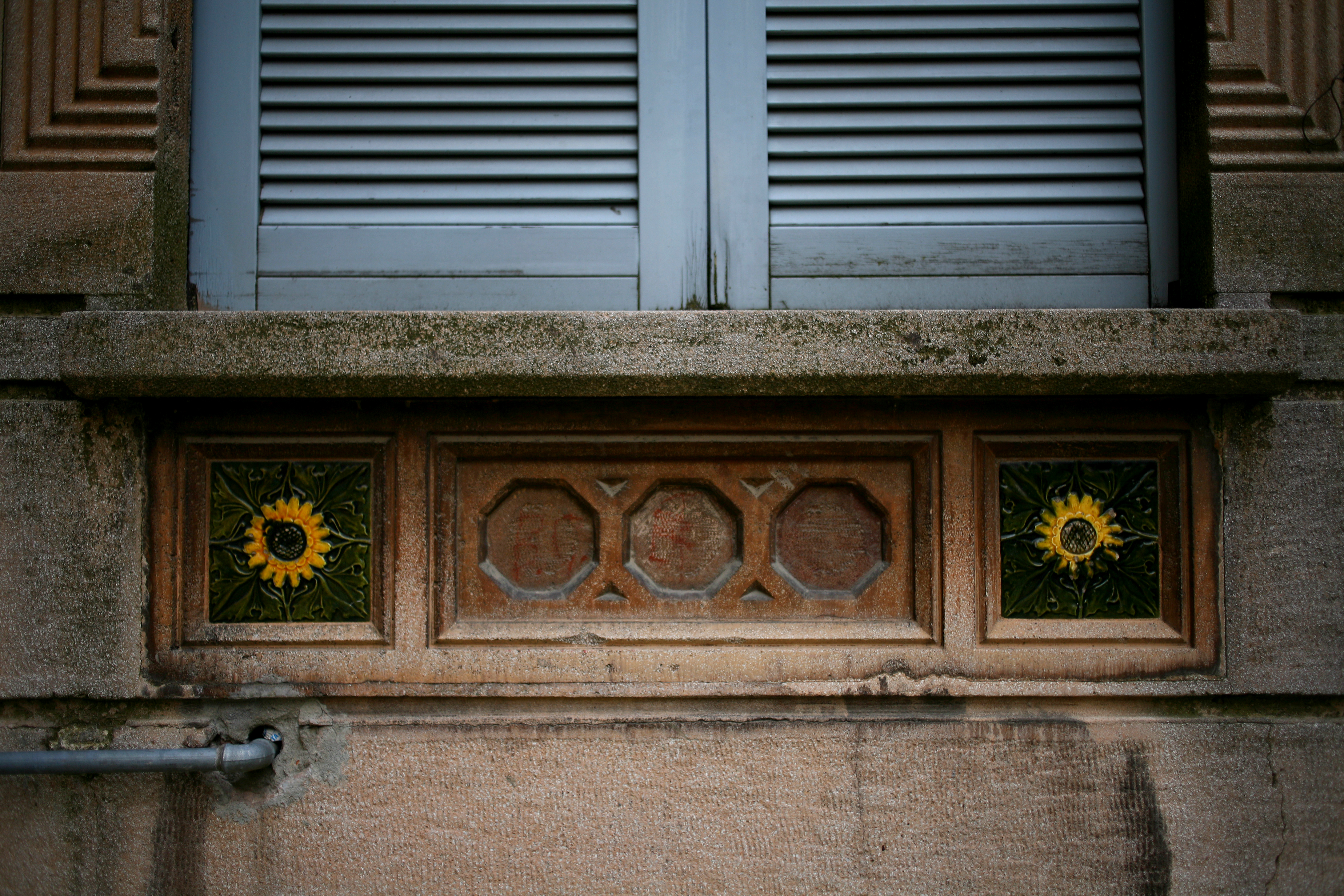
Formelle decorative realizzate in serie per il Quartiere di via Solari

La grande crescita industriale della città di Milano ebbe come conseguenza, oltre alla costruzione di elaborate e raffinate dimore borghesi, il costante afflusso migratorio in città di masse di lavoratori prevalentemente appartenenti al proletariato: nel 1901 quasi il 60%, circa 280 000 persone, della popolazione milanese apparteneva alla classe operaia. Da un lato la crescente necessità di abitazioni a prezzi calmierati per le classi meno abbienti, dall'altro l'occasione dell'Esposizione internazionale che si sarebbe tenuta in città nel 1906, suggerirono alle autorità cittadine di redigere uno dei primi piani articolati di edilizia popolare della città.
Fu in quest'occasione che venne realizzato in via Solari il Primo quartiere popolare della Società Umanitaria su progetto dell'architetto Giovanni Broglio: tra le prime realizzazioni di edilizia sociale della città, oltre che una delle prime applicazioni del modernismo nell'edilizia popolare, il progetto prevedeva undici edifici su quattro piani, per un totale di 240 unità abitative dotate di bagni privati con acqua potabile e destinate ad accogliere complessivamente un migliaio di persone. La pigione massima per gli appartamenti più grandi era di 100 lire mensili (poco meno di 350 euro attualizzati al 2006). Il progetto ovviamente non poteva presentare le elaborate e costose decorazioni delle case Liberty borghesi, pertanto il Broglio adottò elementi decorativi realizzati in serie industrialmente: talvolta si ricorre al termine Liberty minore nel definire questo stile che, a fronte di una possibilità di spesa decisamente minore, consentiva comunque una decorazione architettonica diffusa e omogenea, seppur non troppo elaborata. Nel 1909 seguì un Secondo quartiere popolare della Società Umanitaria gemello del primo, con 214 appartamenti e sempre del Broglio, dove le decorazioni in serie risentono di una chiara deriva verso il déco.

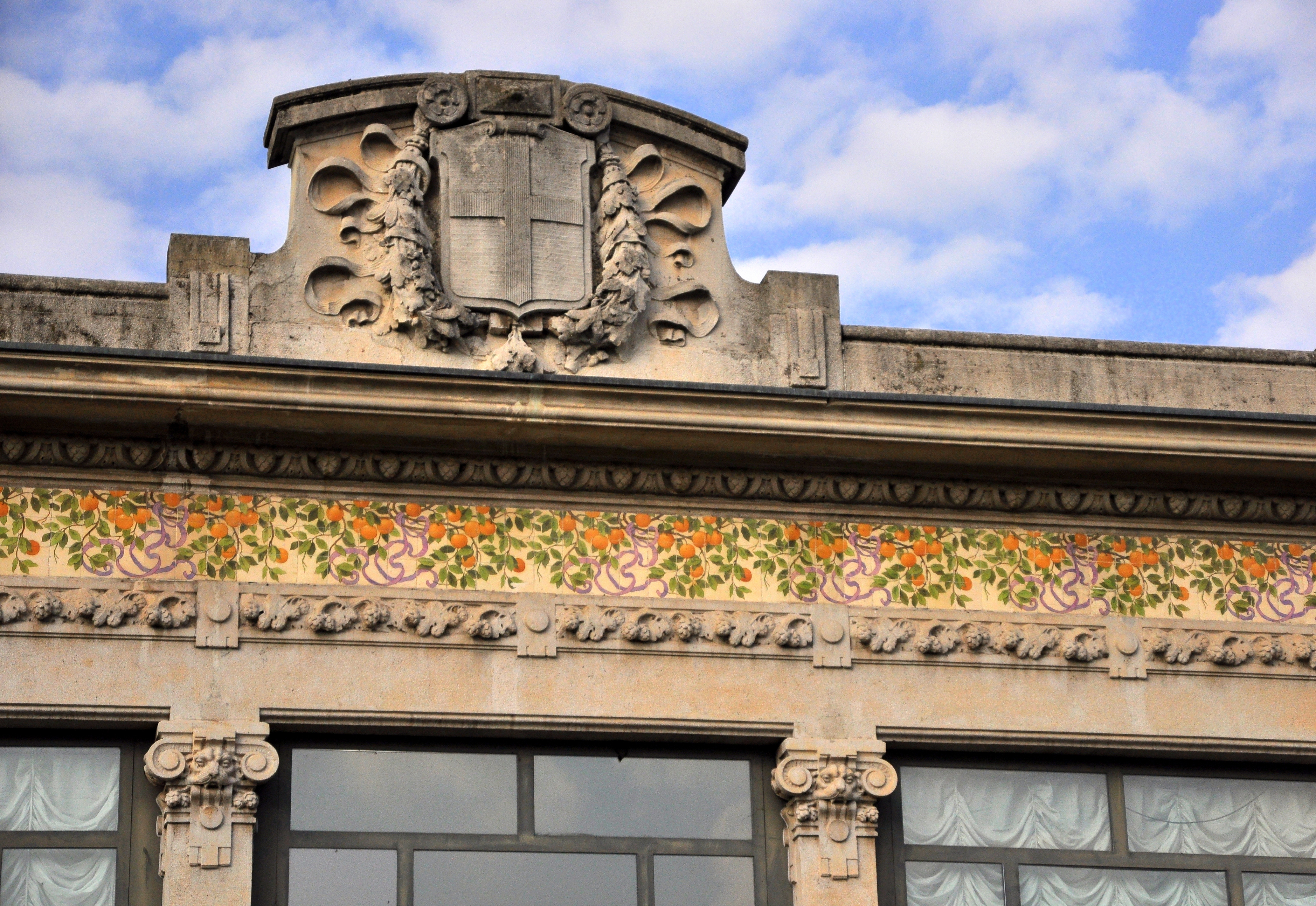
Dettaglio della palazzina Liberty

Altro esempio di edilizia popolare nello stesso periodo fu il quartiere Ripamonti, sebbene al contrario del caso precedente la decorazione sia quasi nulla eccezion fatta per gli elementi in ferro battuto. In generale, tra il 1905 e il 1912 la quota di superficie dedicata a interventi di edilizia popolare fu di poco superiore al 6% del totale, numero che a dispetto della frequenza con cui il problema veniva discusso non contribuì a migliorare sensibilmente la questione degli alloggi per le famiglie meno abbienti. Intervento ancora di tipo differente fu la realizzazione del primo nucleo del villaggio dei Giornalisti, fondato nei primi anni del 1900 da una cooperativa di appartenenti al mondo della pubblicistica, che aveva come obiettivo la costruzione di alloggi dedicati alla piccola borghesia, esclusa dai piani di edilizia popolare ma non abbastanza abbiente da permettersi lussuosi palazzi Liberty nel centro. Il risultato fu la costruzione di villette in uno stile Liberty a metà tra il ricco stile dell'alta borghesia e la semplicità degli alloggi popolari.
Non dedicato all'abitazione ma pur sempre di uso pubblico fu il nuovo mercato ortofrutticolo milanese realizzato a partire dal 1908. Dell'antico complesso, oggi per gran parte convertito in parco, rimane l'edificio chiamato comunemente Palazzina Liberty con ampie vetrate con ferro battuto e decorazione in piastrelle di ceramica della ditta Gregori.

## L'esposizione internazionale del 1906

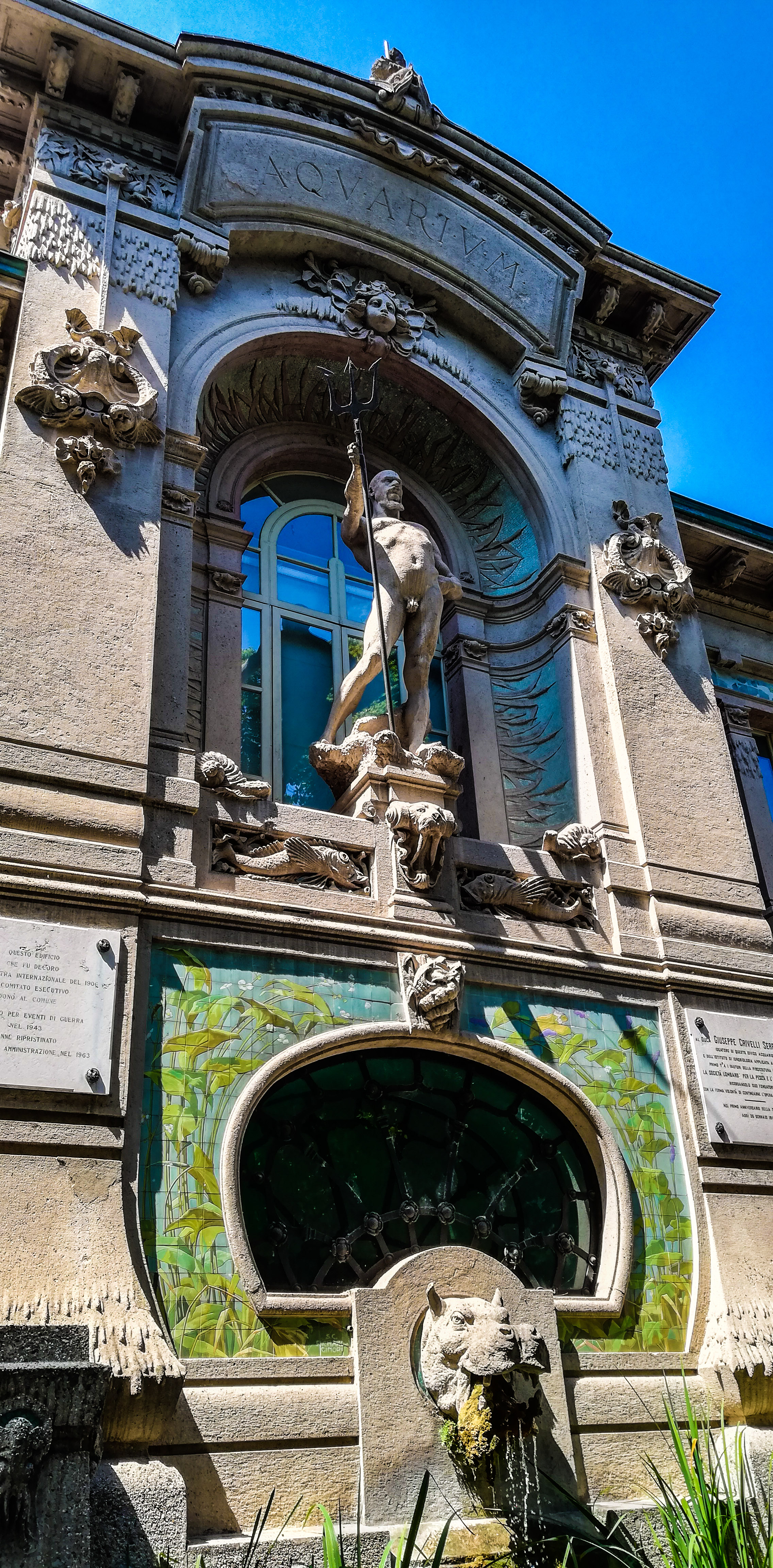
Facciata dell'acquario di Milano

Nel 1906 Milano ospitò l'edizione dell'Esposizione internazionale dedicata al mondo dei trasporti in occasione dell'inaugurazione del traforo del Sempione. Oltre alle novità di tipo tecnologico, l'esposizione fu il banco di prova definitivo e un'eccezionale occasione per mostrare il nuovo stile modernista. Tra i vari padiglioni tecnologici furono infatti inserite tappe meno tecniche per attirare un pubblico più numeroso, tra cui padiglioni dedicati alle belle arti che dovevano servire come vetrina per i progressi mostrati in campo artistico dall'Italia. Tra le varie opere scomparse si segnalano l'ingresso che riproduceva in forme Liberty l'ingresso del traforo del Sempione e la stazione ferroviaria costruita sul luogo dell'esposizione per l'evento realizzata in ghisa, ferri battuti e ampie vetrate.
Dei 225 edifici progettati per l'occasione, gran parte vengono eretti in stile Liberty, specie i padiglioni espositivi per gran parte progettati dal giovane architetto toscano Orsino Bongi. Alla fine dell'esposizione la quasi totalità dei padiglioni fu demolita, eccezion fatta per il padiglione dedicato alla piscicoltura, successivamente adibito ad acquario cittadino. L'edificio, progettato dall'architetto Sebastiano Locati, fu costruito per ospitare una nuova attrazione in campo scientifico, costituendo un'inedita tipologia che si discostava da edifici commerciali, residenziali o religiosi. Il mondo sottomarino funse da perfetta ispirazione per l'edificio Liberty: fregi e ceramiche rappresentanti la vita sottomarina e sculture di animali marini sono disposte sulla parete esterna del complesso di forma circolare. All'ingresso è infine presente una fontana con Nettuno e un ippopotamo.

## Scultura

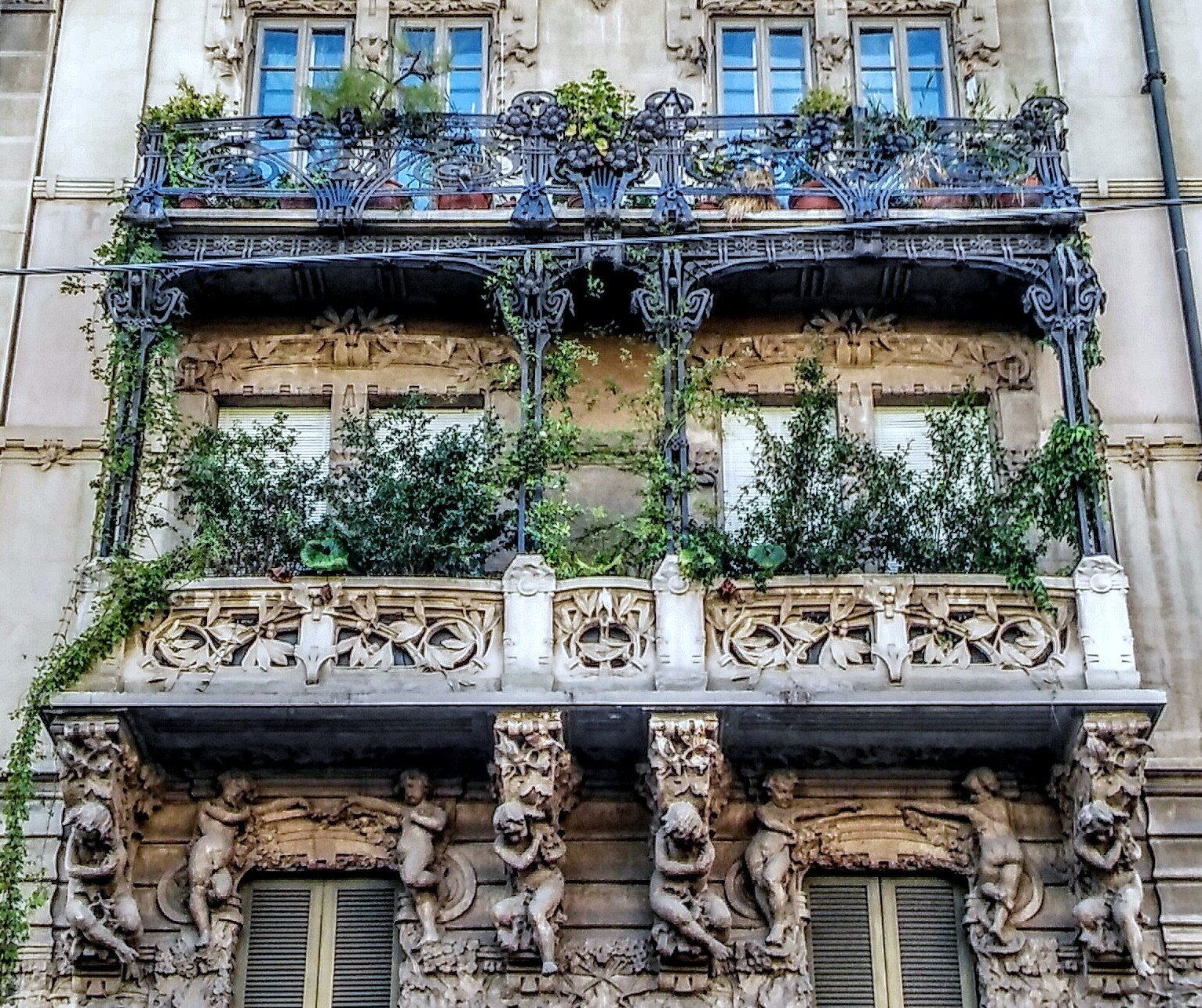
Decorazioni in ferro battuto e cemento di Casa Guazzoni

Accanto alla tradizionale scultura in marmo e pietra, il Liberty portò a un grande sviluppo della scultura in ferro battuto e in cemento.
Il ferro battuto trovò il suo migliore interprete in Alessandro Mazzucotelli, il quale portò la lavorazione di questo materiale da semplice elemento decorativo a vera e propria arte. Capolavoro milanese del Mazzucotelli è sicuramente il cosiddetto Cancello delle farfalle di Casa Moneta, opera che racchiude tutti gli stilemi della declinazione ambrosiana del Liberty: i motivi geometrici e ordinati della parte inferiore mutano rapidamente in complessi intrecci che danno vita a foglie e alle due farfalle, che grazie al dinamismo della composizione sembrano librarsi in volo annullando quasi la pesantezza del ferro.
Il mastro ferraio realizzò a ogni modo un elevatissimo numero di opere sparse per la città, integrate con l'architettura circostante come nel caso dei balconi di Casa Ferrario, o semplicemente ornamentali come la cancellata di Casa Campanini, la cancellata del villino Maria Luisa o lo Scalone delle rose di casa Morganti. Non ultimo, non è certo da ignorare l'attività del Mazzucotelli nelle arti applicate e nei monumenti del cimitero monumentale di Milano.

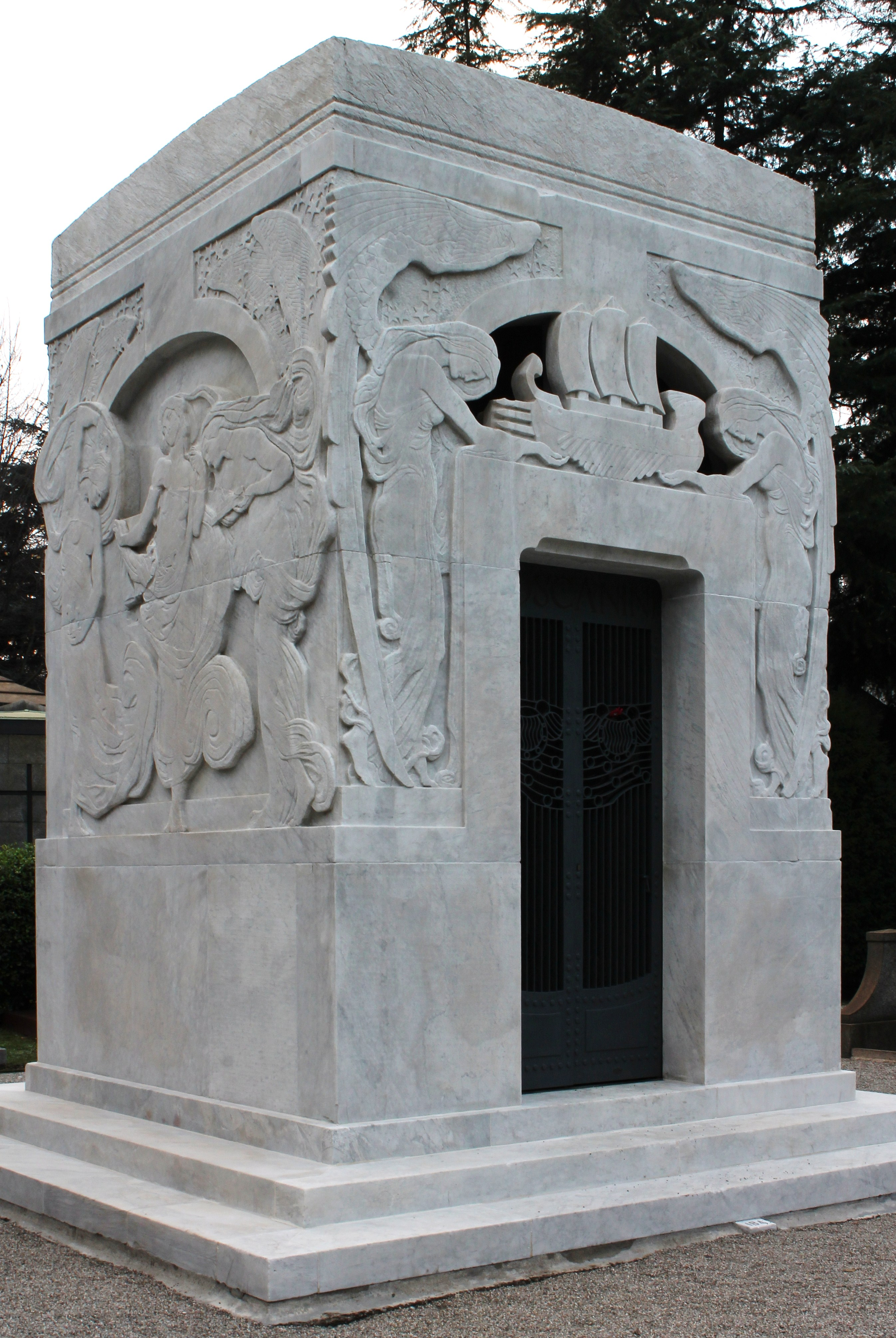
Edicola Toscanini al cimitero monumentale

Fu proprio in quest'ultimo che si sviluppò il più importante laboratorio in città di scultura Liberty legata all'architettura: scultura che come nel caso dell'architettura si fuse in maniera più o meno accentuata con temi eclettici e déco. Così come per i palazzi, la borghesia milanese dell'epoca trovò infatti nella scultura funebre un ulteriore elemento per aumentare il proprio prestigio.
Tra le edicole più famose del cimitero vi è sicuramente l'Edicola Toscanini, realizzata in marmo di Carrara da Leonardo Bistolfi: la realizzazione consiste in un semplice monumento dalla forma di parallelepipedo con decorazione in bassorilievo rappresentanti figure allegoriche della vita del defunto con linee ispirate allo Jugendstil tedesco, la cui ordinata e geometrica composizione riesce a coniugarsi con le linee e le sinuosità di un Liberty più floreale. Tra gli esempi di Liberty floreale si trova invece l'Edicola Giudici progettata da Paolo Mezzanotte in cui l'elemento decorativo è costituito dal bronzo fuso modellato in forme di rose e rami appassiti realizzato dai fratelli Rigola: il tema floreale del Liberty viene adattato al tema cimiteriale. Il monumento viene completato da un mosaico sempre a tema floreale.
Più originale ed esuberante è l'Edicola Origgi, esempio di scultura in cemento che sviluppa la sua struttura nell'incrocio tra linee rette e curve a terminare in una cupola: tema dominante nelle decorazioni dell'edicola, sempre il tema floreale, dove dominano foglie di palma, girasoli e semi di papavero. Altre edicole degne di nota in stile floreale sono l'Edicola Suffert con bassorilievi in bronzo con angeli e iris di Alfredo Sassi e l'Edicola Croci decorata con una delle rare sculture in bronzo del Mazzucotelli solitamente dedito al ferro battuto.

## Influenze eclettiche e decadenza delLiberty
Dopo aver raggiunto il massimo splendore con l'esposizione del 1906, il Liberty milanese iniziò un periodo di reciproche influenze con l'eclettismo, mai del tutto scomparso in committenze diverse da quella borghese.

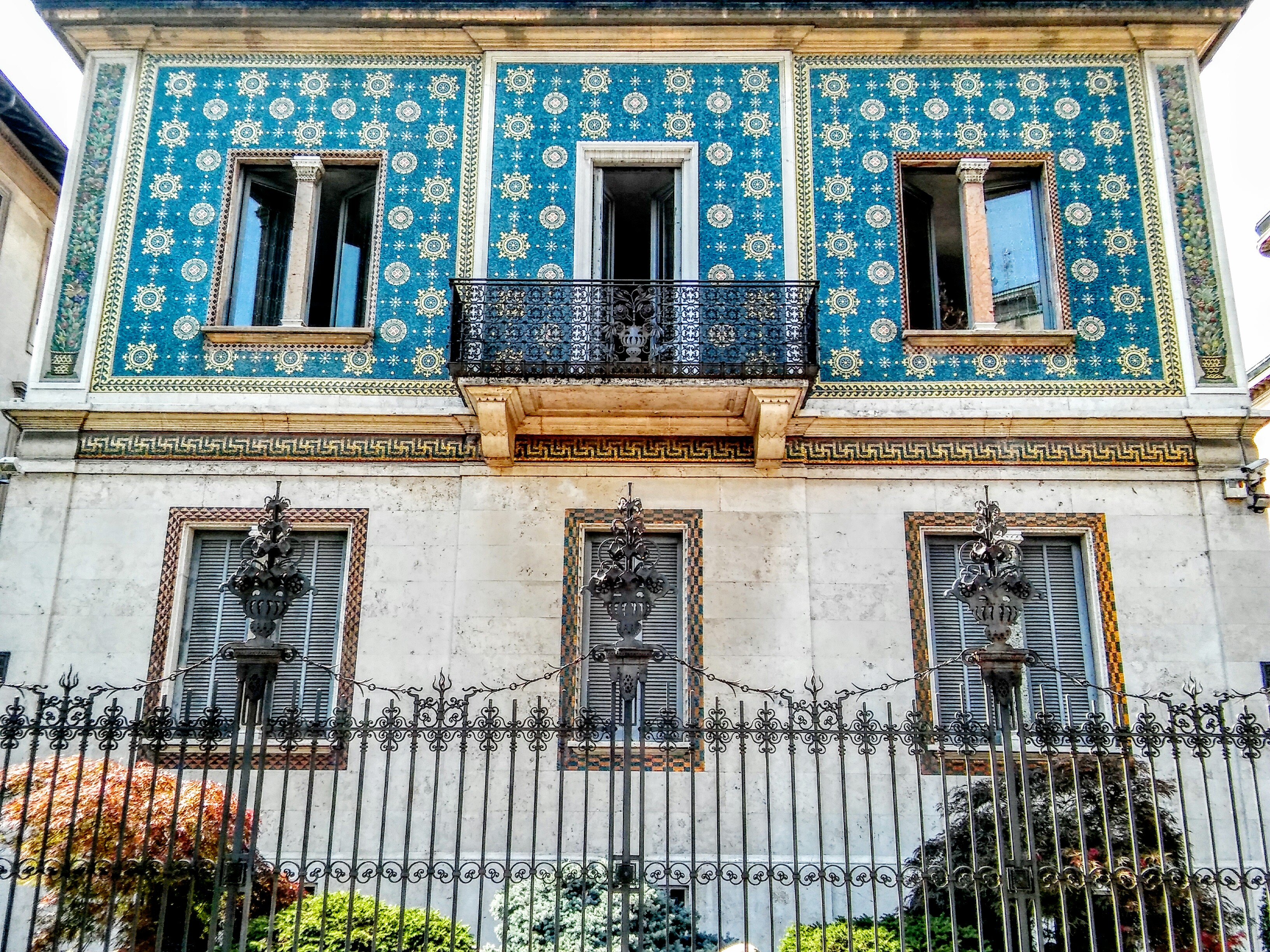
Villino Maria Luisa e la cancellata del Mazzucotelli

Accanto a una vera e propria rifioritura di architetture neorinascimentali e neomedievale con leggere influenze Liberty, come il castello Cova realizzato nel 1910, si possono trovare casi contrari, come il villino Maria Luisa, realizzato con decorazione a mosaico in cui temi neogotici e neorinascimentali convivono con mosaici a tema floreale e una cancellata di Alessandro Mazzucotelli tra i migliori esempi di scultura in ferro della città. Altri celebri esempi di questa tendenza sono nella Casa Berri Meregalli e nel palazzo Berri Meregalli di Giulio Arata realizzati a partire dal 1911, dove si incontra una commistione di stili classici accanto a temi Liberty: il bugnato ruvido e lo sviluppo verticale della costruzione rimandano all'architettura neogotica, l'interno decorato a mosaici ricorda l'architettura bizantina di Ravenna, mentre i ferri battuti del Mazzucotelli e la sfilata di statue di vari animali riportano ai temi dell'Art Nouveau floreale.
All'alba della prima guerra mondiale quindi, questo stile Liberty contaminato passò dall'essere espressione di modernità a essere pesantemente criticato come vecchio e superato anche a causa del pesante uso di elementi classici considerati da tempo sorpassati. La stazione centrale di Milano, sorta a partire dal 1924 ormai in un tardo stile eclettico con le sue decorazioni déco con influenze Liberty, viene considerata come la conclusione effettiva del Liberty a Milano che avrebbe lasciato spazio all'Art déco e allo stile Novecento.

## Edifici Liberty
| Edificio                                           | Autore                              | Anno      | Ubicazione                   | Note                   | Immagine (esterno) | Immagine (interno) |
| -------------------------------------------------- | ----------------------------------- | --------- | ---------------------------- | ---------------------- | ------------------ | ------------------ |
| Acquario civico di Milano                          | Sebastiano Locati                   | 1906      | Viale Gadio 2                |                        |                    |                    |
| Albergo diurno                                     | Piero Portaluppi                    | 1923-1926 | Piazza Oberdan               |                        |                    |                    |
| Casa Alessio                                       | Giovanni Battista Bossi             | 1905      | Via De Bernardi 1            |                        |                    |                    |
| Casa Agostoni                                      | Alfredo Menni                       | 1908      | Via Ariosto 21               |                        |                    |                    |
| Casa Apostolo                                      | Ulisse Stacchini                    | 1906-1907 | Via Tasso 10-12              |                        |                    |                    |
| Casa Barelli                                       | Cesare Mazzocchi                    | 1907      | Corso Venezia 7              |                        |                    |                    |
| Casa Baslini                                       | Aldo Andreani                       | 1924-1927 | Via Serbelloni 10-12         |                        |                    |                    |
| Casa Battaini                                      | Alfredo Menni                       | 1908      | Via Telesio 22               | [ 55 ]                 |                    |                    |
| Casa Bellori Moroni                                | Alfredo Menni                       | 1902      | Corso Indipendenza 18        | [ 56 ]                 |                    |                    |
| Casa Berri Meregalli                               | Giulio Ulisse Arata                 | 1911-1914 | Via Barozzi 7                |                        |                    |                    |
| Casa Berri Meregalli                               | Giulio Ulisse Arata                 | 1911-1914 | Via Mozart 21                |                        |                    |                    |
| Casa Binda                                         | Achille Binda                       | 1909      | Piazza della Conciliazione 1 | [ 57 ]                 |                    |                    |
| Casa Bogani                                        | Ernesto Pirovano                    | 1930      | Via Filzi 10                 |                        |                    |                    |
| Casa Bossi                                         | Giovanni Battista Bossi             | 1904      | Viale Piave 11-13            |                        |                    |                    |
| Casa Brambilla                                     | Piero Portaluppi                    | 1911-1913 | Corso Vercelli 53            |                        |                    |                    |
| Casa Cambiaghi                                     | Alfredo Campanini Andrea Fermini    | 1902      | Via Pisacane 18-20           | [ 58 ]                 |                    |                    |
| Casa Cambiaghi                                     | Ulisse Stacchini                    | 1904      | Via Pisacane 22              | [ 59 ]                 |                    |                    |
| Casa Cambiaghi                                     | Alfredo Campanini                   | 1905      | Via Pisacane 12              | [ 60 ]                 |                    |                    |
| Casa Campanini                                     | Alfredo Campanini                   | 1904-1906 | Via Bellini 11               |                        |                    |                    |
| Casa Carboni Perego                                |                                     | 1912      | Via del Fante 6              |                        |                    |                    |
| Casa Carugati Felisari                             | Giulio Ulisse Arata                 | 1902-1904 | Via Boscovich 28 - 30        |                        |                    |                    |
| Casa Castelli-Croff                                | Dino Castelli                       | 1907      | Via Revere 15                | [ 61 ]                 |                    |                    |
| Casa Centenara                                     | Giovanni Battista Bossi             | 1907      | Corso Buenos Aires 66        |                        |                    |                    |
| Casa Comolli                                       |                                     | 1910      | Via Giulio Romano 1-3        |                        |                    |                    |
| Casa Crocchini                                     | Alfredo Giacomo Menni               | 1903      | Via Pisacane 24              | [ 62 ]                 |                    |                    |
| Casa Croci                                         | L. Croci                            | 1904      | Via Menotti 19               | [ 63 ]                 |                    |                    |
| Casa de Micheli                                    | Ernesto Pirovano                    | 1908      | Via Torriani 5               | [ 64 ]                 |                    |                    |
| Casa degli Amanti                                  | Andrea Fermini                      | 1908      | Piazzale Bacone 6            | [ 65 ]                 |                    |                    |
| Casa degli Scoiattoli                              | Giovanni Battista Bossi             | 1907      | Piazza Wagner 4              | [ 66 ]                 |                    |                    |
| Casa Donzelli                                      | Ulisse Stacchini                    | 1909      | Via Revere 7                 |                        |                    |                    |
| Casa Donzelli                                      | Enrico Zanoni                       | 1913      | Via Tasso 8                  |                        |                    |                    |
| Casa Donzelli                                      | Ulisse Stacchini                    | 1903-1904 | Via Gioberti 1               |                        |                    |                    |
| Casa Dugnani                                       | Giorgio Dugnani                     | 1902      | Via Saffi 9                  |                        |                    |                    |
| Casa Felisari                                      | Giulio Ulisse Arata                 | 1908      | Via Mascheroni 18            |                        |                    |                    |
| Casa Ferrario                                      | Ernesto Pirovano                    | 1902-1904 | Via Spadari 3-5              |                        |                    |                    |
| Casa Fridia                                        | Giuseppe Boni                       | 1908-1909 | Via Ozanam 4                 | [ 67 ]                 |                    |                    |
| Casa Frisia                                        | Edmondo Cattò                       | 1920-1922 | Via Guido d'Arezzo 5         |                        |                    |                    |
| Casa Galimberti                                    | Giovanni Battista Bossi             | 1903-1905 | Via Malpighi 3               |                        |                    |                    |
| Casa Giovini                                       | Achille Manfredini                  | 1908-1909 | Via Spadari 9                |                        |                    |                    |
| Casa Guazzoni                                      | Giovanni Battista Bossi             | 1904-1906 | Via Malpighi 12              |                        |                    |                    |
| Casa Hahn I                                        | Nazzareno Moretti                   | 1909-1910 | Via Settembrini 38           | [ 68 ]                 |                    |                    |
| Casa Hahn II                                       | Nazzareno Moretti                   | 1909-1910 | Via Settembrini 40           | [ 68 ]                 |                    |                    |
| Casa Laugier                                       | Antonio Tagliaferri                 | 1905-1906 | Corso Magenta 96             |                        |                    |                    |
| Casa Limido I                                      | Camillo Coen                        | 1912      | Viale Abruzzi 87             | [ 69 ]                 |                    |                    |
| Casa Limido II                                     | Camillo Coen                        | 1912      | Via Pecchio 4                | [ 70 ]                 |                    |                    |
| Casa Maffioretti                                   | Guglielmo Maffioretti               | 1902      | Via Saffi 14                 |                        |                    |                    |
| Casa Maggioni                                      |                                     | 1909      | Via Gustavo Modena 28        |                        |                    |                    |
| Casa Maltagliati                                   | L. Ferrari Moreni                   | 1908      | Via Plinio 12                | [ 71 ]                 |                    |                    |
| Casa Mazzucchelli                                  | Ernesto Pirovano                    | 1905      | Viale Monte Grappa 7         | Gemello di Casa Bogani |                    |                    |
| Casa Moneta                                        | Giuseppe Borioli                    | 1904      | Via Ausonio 3                |                        |                    |                    |
| Casa Morganti                                      | Fabrizio Mainetti                   | 1909      | Via Barozzi 2                |                        |                    |                    |
| Casa Motta                                         | Ulisse Stacchini                    | 1905      | Via Castel Morrone 8         |                        |                    |                    |
| Casa Piccinelli                                    | Giuseppe Sommaruga                  | 1909      | Via Archimede 41             |                        |                    |                    |
| Casa Predaval                                      | Luigi Predaval                      | 1902      | Viale Bianca Maria 37        |                        |                    |                    |
| Casa Prisia                                        | Ulisse Stacchini                    | 1905      | Via Castel Morrone 19        |                        |                    |                    |
| Casa Sartorio                                      | Enrico Provasi                      | 1909      | Via Piacenza 13              |                        |                    |                    |
| Casa Vanoni Tarolli                                | Alfredo Menni                       | 1902      | Via Petrarca 16              |                        |                    |                    |
| Casa Tavecchio                                     | Silvio Farioli                      | 1904      | Via Stoppani 9               | [ 72 ]                 |                    |                    |
| Casa Torniamenti                                   | Alfredo Campanini                   | 1899      | Via Petrella 14              | [ 73 ]                 |                    |                    |
| Casa Tosi                                          | Alfredo Campanini                   | 1909      | Via Senato 28                |                        |                    |                    |
| Casa Valli                                         | Francesco Magnani                   | 1907      | Via Zenale 13                |                        |                    |                    |
| Casa Vanoni                                        | Achille Manfredini                  | 1907-1908 | Via Spadari 7                |                        |                    |                    |
| Casa Volonteri                                     | Giuseppe Sommaruga                  | 1906      | Via Lanzone 31               |                        |                    |                    |
| Casa Zanoni                                        | Enrico Zanoni                       | 1889      | Corso Monforte 43            |                        |                    |                    |
| Chiesa del Corpus Domini                           |                                     | 1900-1910 | Via Canova 4                 |                        |                    |                    |
| Chiesa del Sacro Cuore                             | Paolo Mezzanotte                    | 1906-1911 | Viale Piave 2                | [ 74 ]                 |                    |                    |
| Cinema Dumont                                      | Ferdinando Tettamanzi               | 1908-1910 | Via Frisi 2                  |                        |                    |                    |
| Edificio residenziale oggi Hotel                   |                                     | 1903      | Corso Concordia 1            |                        |                    |                    |
| Edificio Corso Monforte 32                         | Alfredo Campanini                   | 1911      | Corso Monforte 32            |                        |                    |                    |
| Edificio residenziale                              | Enrico Zanoni                       | 1900      | Corso Monforte 39            |                        |                    |                    |
| Edificio residenziale                              |                                     |           | Piazzale Bacone 10           | [ 65 ]                 |                    |                    |
| Edificio residenziale                              |                                     |           | Viale Abruzzi 52             |                        |                    |                    |
| Edificio residenziale                              |                                     |           | Via Carducci 13              |                        |                    |                    |
| Edificio residenziale                              | Riccardo Moscatelli Alberto Sironi  | 1912      | Via Donatello 5              | [ 75 ]                 |                    |                    |
| Edificio residenziale                              |                                     |           | Via Maiocchi 14              | [ 76 ]                 |                    |                    |
| Edificio residenziale                              |                                     |           | Viale Monza 70               |                        |                    |                    |
| Edificio residenziale                              |                                     |           | Viale Monza 77               |                        |                    |                    |
| Edificio residenziale                              |                                     |           | Viale Monza 93               |                        |                    |                    |
| Edificio residenziale                              |                                     |           | Via Passione 8               |                        |                    |                    |
| Edificio residenziale                              |                                     |           | Via Petrella 4               |                        |                    |                    |
| Edificio residenziale                              |                                     |           | Via Settembrini 15           |                        |                    |                    |
| Edificio residenziale                              |                                     |           | Via Ponte Seveso 17          |                        |                    |                    |
| Edificio residenziale                              | Arturo Lonati                       | 1909      | Via Spartaco 2               | [ 77 ]                 |                    |                    |
| Edificio residenziale                              | Arturo Lonati                       | 1911-12   | Via Spartaco 4               | [ 78 ]                 |                    |                    |
| Edificio residenziale                              |                                     |           | Via Vitruvio 39              |                        |                    |                    |
| Hotel Gallia                                       | Giuseppe Laveni                     | 1930-1932 | Piazza Duca d'Aosta 9        |                        |                    |                    |
| Macello Comunale                                   | Giannino Ferrini Giovanni Filippini | 1914      | Viale Molise                 | [ 79 ]                 |                    |                    |
| Magazzini Bonomi                                   | Angelo Bonomi                       | 1902      | Corso Vittorio Emanuele II 8 |                        |                    |                    |
| Magazzini Contratti                                | Luigi Broggi                        | 1903      | Via Tommaso Grossi 8         |                        |                    |                    |
| Palazzina Liberty                                  | Alberto Migliorini                  | 1908      | Largo Marinai d'Italia 1     |                        |                    |                    |
| Palazzina del Policlinico                          | Ettore Redaelli                     | 1914      | Via Francesco Sforza         |                        |                    |                    |
| Palazzo Balzarini                                  | Andrea Fermini                      | 1902      | Via Pisacane 16              | [ 80 ]                 |                    |                    |
| Palazzo Berri Meregalli                            | Giulio Ulisse Arata                 | 1911-1913 | Via Cappuccini 8             |                        |                    |                    |
| Palazzo Castiglioni                                | Giuseppe Sommaruga                  | 1901-1904 | Corso Venezia 47-49          |                        |                    |                    |
| Kursaal Diana                                      | Achille Manfredini                  | 1907-1908 | Viale Piave 42               |                        |                    |                    |
| Palazzo della Società Reale Mutua di Assicurazioni | Giacomo Santamaria                  | 1902      | Piazza del Liberty 8         |                        |                    |                    |
| Palazzo Tenca                                      |                                     | 1914      | Via Mascheroni 20            |                        |                    |                    |
| Poligono di Tiro a Segno                           | Silvio Gariboldi                    | 1905      | Piazzale Accursio            |                        |                    |                    |
| Quartiere Umanitaria                               |                                     | 1906      | Via Solari 40                |                        |                    |                    |
| Scuderie De Montel                                 |                                     |           | Via Achille                  |                        |                    |                    |
| Sport Club dell'Acquabella                         | Antonio Cavallazzi                  | 1923-1924 | Via Moretto da Brescia 9     | [ 81 ]                 |                    |                    |
| Stabilimento della Società Anonima                 | Giuseppe Mentasti Stefano Lissoni   | 1910      | Corso XXII Marzo 59          | [ 82 ]                 |                    |                    |
| Villa Faccanoni                                    | Giuseppe Sommaruga                  | 1911-1913 | Via Buonarroti 48            |                        |                    |                    |
| Villino Maria Luisa                                |                                     | 1906      | Via Tamburini 8              |                        |                    |                    |